# 玉山學者計畫
玉山學者計畫（全名：教育部協助大專校院延攬國際頂尖人才實施計畫），簡稱玉山計畫，是中華民國教育部為協助各大專院校延攬國際頂尖人才，自2018年推出的計畫，藉由提供符合國際競爭之薪資待遇，以吸引國際人才來臺灣任教，讓國際人才的學術能量能在臺灣學術環境扎根，並提升臺灣高等教育之國際影響力。於2018年，每年預算規模為新台幣56億元。

## 成果及評價
2018年10月9日，教育部令，訂定發布《教育部協助大專校院延攬國際頂尖人才實施作業要點》，生效日期定為2018年8月1日，為玉山計畫之法律依據；2020年11月17日，教育部令，《作業要點》名稱修正為《教育部補助大專校院延攬國際頂尖人才作業要點》，並自即日生效。然而，玉山計畫實施範圍未包含在台灣高等教育人才培育上也有相當貢獻的國內最高學術殿堂中央研究院，這個計畫的攬才力道沒有完全發揮出來。
玉山計畫自實行起，每年審查通過率僅三成多。部分大學指出，教育部每年先預核分配名額，校方找來學者後卻過不了教育部審核；呼籲取消預核、名額全部開放競爭。2019年10月11日，自由時報報導，立法院預算中心報告直指，國際攬才未達目標人數，2018年目標聘80人、只聘到37人，2019年希望招一百人、只招到32人，距目標有相當落差，必須檢討。
2018年7月31日，國立臺灣大學提報教育部審查通過的泰國裔玉山計畫青年學者王光亮（Non Arkaraprasertkul，哈佛大學人類學博士）被揭發涉嫌性騷擾、性侵害案件。2018年8月1日，教育部部長葉俊榮表示，希望未來大學提報玉山計畫青年學者時多做查證，除了希望重視學術、研究成果外，也希望重視品德修為。
2020年12月2日，民主進步黨立法委員黃國書、林宜瑾、賴品妤在立法院教育及文化委員會表示，玉山計畫執行率偏低，尤其2020年與2019年審核通過人數均不到預計延攬人才數的一半，前兩年獲聘人數更只有66人，故要求凍結部分經費。教育部高等教育司司長朱俊彰說明，目前玉山計畫執行三年「確實跟我們預期的人數有落差」，教育部三年間通過121件申請案；但若大學覺得被提報的海外學者有助於校內研究發展，即便沒有入選玉山計畫，也可以用教育部編列的高等教育深耕計畫經費回聘，三年來大學已回聘101位；故目前玉山計畫相關學者已達222位，到聘率可達六成五。
2022年2月至3月，聯合報刊登系列報導，指出玉山計畫執行成效不彰。

### 院校評價
- 國立中興大學校長薛富盛認為，玉山計畫只有三、五年保障，國際學者來台意願較低，因此多是退休或尋找第二春的國際學者。[3]對於教育部審查否決問題，他則研判，玉山審查不只看學者，也會看學校整體發展，可接受教育部審查把關。[2]
- 國立交通大學物理研究所及電子物理學系教授林志忠認為，獲得高金額獎勵的玉山學者之中很可能將會有外國大學的退休教授，這或許是教育部不敢公布玉山學者完整名單的原因之一[7]。林志忠認為，教育部想要提升國內高教，理當從改善國內大學制度和體質著手，而不是心存僥倖、夢想藉由外力瞬間灌頂[6]。
- 南華大學應用社會學系副教授周平批評，台灣高等教育長期以來的資源分配不正義早已造成諸多在勞動條件和勞動尊嚴上的巨大鴻溝，玉山計畫的推出將更進一步惡化兩者之間的天差地別[8]。

## 外部連結
- 教育部協助大專校院延攬國際頂尖實施計畫-玉山學者計畫 （页面存档备份，存于）